# Frank Schreiber
Frank Schreiber (* 1973 in Worms) ist ein deutscher Komponist, Filmkomponist, Sounddesigner und Musikproduzent.

## Leben und Werk
Schreiber studierte Musik und Kunst an der Carl-von-Ossietzky Universität in Oldenburg und danach Filmmusik und Sounddesign an der Filmakademie Baden-Württemberg in Ludwigsburg.
Nach seinem Diplom im Jahr 2004 zog Schreiber nach Köln und richtete sich im Kölner Stadtteil Ehrenfeld sein Studio ein. Dort komponierte und produzierte er Musik für Spielfilme, Dokumentarfilme, Werbung und Imagefilme, realisierte außerdem Filmmischungen, sowie Sounddesigns. Nach zehn Jahren zog er 2014 zurück in seine Heimat Worms, wo er seitdem lebt und arbeitet.
Aufgrund seiner langjährigen, mit dem achten Lebensjahr beginnenden, klassischen Klavier-Ausbildung, die frühe Arbeit mit elektronischen Klangerzeugern und Sequenzern, sowie der Mitwirkung in diversen Bands, befinden sich in seinem Repertoire von klassischen Kompositionen für Orchester, über popularmusikalische Werke, bis hin zu elektronischen Tracks, Kompositionen unterschiedlichster Musikrichtungen.
Die Musik von Schreiber hat in Filmmusik- und Filmfestivals in Europa und den USA über 15 Auszeichnungen und Nominierungen erhalten. Seine Musik findet sich z. B. in Kinofilmen (Ummah – Unter Freunden, Manou The Swift u. a.), Dokumentationen und Dokumentarfilmen für Fernsehen und Kino (z. B. Spuren im Stein, Wissen vor acht – Werkstatt u. a.) oder Werbungen und Imagefilmen (Opel, DFL, Hyundai, BASF etc.). In zahlreichen Filmen ist Schreiber nicht nur Komponist, sondern gleichzeitig auch Sounddesigner, besonders bei Animationsfilmen oder Realfilmen mit animierten Sequenzen.
Schreiber ist außerdem freier Autor bei den Fachmagazinen Sound & Recording und Keyboards, wo er u. a. über die Themengebiete Filmmusik, Sounddesign und Musikproduktion schreibt. An der Carl-von-Ossietzky Universität Oldenburg hält er zudem im Rahmen eines Lehrauftrags am Institut für Musik Seminare über die Komposition und Produktion von Filmmusik.

## Auszeichnungen
- 2019: Deutscher Filmmusikpreis für Manou - flieg' flink! (Manou The Swift), Deutscher Filmmusikpreis, Deutschland
- 2018: Crystal Pine Award (Nominierung) für Spuren im Stein – Das Allgäu, International Sound & Film Music Festival, Kroatien
- 2016: Crystal Pine Award für Spuren im Stein – Die Geschichte der vulkanischen Eifel, International Sound & Film Music Festival, Kroatien
- 2014: Gold Medal für 40 Wochen – von der Keimzelle zum Kind, Park City Film Music Festival, USA
- 2014: Silver Medal für Zeit der Olive, Park City Film Music Festival, USA
- 2014: Silver Medal für Kieselstein, Park City Film Music Festival, USA
- 2014: Jerry Goldsmith Award (Nominierung) für Asseco – APplus, Internationales Filmmusik Festival Úbeda, Spanien
- 2013: Crystal Pine Award (Nominierung) für Mes – Lauf!, International Samobor Film Music Festival, Kroatien
- 2013: Mercury Bird (Nominierung) für Mes – Lauf!, International Samobor Film Music Festival, Kroatien
- 2012: Bronze Medal for Excellence für Mes – Lauf!, Park City Film Music Festival, USA
- 2012: Medal for Excellence (Nominierung) für Mercury Bird, Park City Film Music Festival, USA
- 2012: Medal for Excellence (Nominierung) für 3 – Die Liebe ist der Dieb, Park City Film Music Festival, USA
- 2011: Golden Orange Award für Mes – Lauf!, Internationales Golden Orange Filmfestival Antalya, Türkei
- 2011: Jerry Goldsmith Award (Nominierung) für Mes – Lauf!, Internationales Filmmusik Festival Úbeda, Spanien
- 2011: Jerry Goldsmith Award (Nominierung) für Palmberg, Internationales Filmmusik Festival Úbeda, Spanien
- 2010: Jerry Goldsmith Award (Nominierung) für Mercury Bird, Internationales Filmmusik Festival Úbeda, Spanien

## Filmografie (Auswahl)
- 2002: Adam in VR (Musik)
- 2002: Schöne Virtuelle Welt (Musik)
- 2002: Wie man einem toten Hasen die Documenta erklärt (Musik und Sounddesign)
- 2003: 08/15 – Leben am Rand von Köln (Musik)
- 2003: 3 – Die Liebe ist der Dieb (Musik und Sounddesign)
- 2004: Captain Bligh (Musik und Sounddesign)
- 2006: Im Windrausch (Musik)
- 2007: Bärenbraut (Musik und Sounddesign)
- 2007: Kieselstein (Musik und Sounddesign)
- 2007: Trueville (Musik)
- 2007: Zwischen Heimat und Vaterland – Russlanddeutsche Häuslebauer
- 2010: Goldene Zeiten – Das heuchlerische Geschäft mit dem Gold
- 2010: Mercury Bird (Musik)
- 2010: Übernachtung & Frühstück (Musik)
- 2011: Elli & Richard (Musik)
- 2011: MES – Lauf! (Musik)
- 2011: Was wird aus Weizen? (Musik und Sounddesign)
- 2012: 40 Wochen – Von der Keimzelle zum Kind (Musik und Sounddesign)
- 2012: Future Works (Musik)
- 2012: Von der Aussaat bis zur Ernte (Musik und Sounddesign)
- 2012: Von der Mühle zum Brot (Musik und Sounddesign)
- 2012: Was wird aus Kartoffeln? (Musik und Sounddesign)
- 2012: Was wird aus Rüben? (Musik und Sounddesign)
- 2012: Zeit der Olive (Musik)
- 2013: Ummah – Unter Freunden (Musik)
- 2013: Die Bayer Story (Musik)
- 2014: Morgen wird es schöner sein (Musik)
- 2015–2017: Wissen vor Acht – Werkstatt (Musik)
- 2016: Spuren im Stein: Die Geschichte der Schwäbischen Alb (Musik und Sounddesign)
- 2016: Spuren im Stein: Die Geschichte der vulkanischen Eifel (Musik und Sounddesign)
- 2016: Spuren im Stein: Die Geschichte des Oberrheingrabens (Musik und Sounddesign)
- 2016: Spuren im Stein: Die Geschichte des Saarlands (Musik und Sounddesign)
- 2018: Spuren im Stein – Das Allgäu (Musik und Sounddesign)
- 2018: Spuren im Stein – Das Nördlinger Ries (Musik und Sounddesign)
- 2018: Spuren im Stein – Der Hunsrück (Musik und Sounddesign)
- 2018: Spuren im Stein – Der Kaiserstuhl (Musik und Sounddesign)
- 2019: Manou - flieg' flink! (Manou the Swift) (Musik und Sounddesign)
- 2022: Luna und die Gerechtigkeit (Musik)